# 2-ペンタノン
2-ペンタノン(2-Pentanone)またはメチルプロピルケトン(Methyl propyl ketone, MPK)はケトンであり、溶媒として用いられることもある。メチルエチルケトンと似ているが、溶解力は低く、より高価である。天然ではタバコに含まれ、またアオカビ成長の際の代謝物質としてブルーチーズにも含まれる。